# JB금융지주
JB금융지주는 전북은행을 모태로 설립된 대한민국의 금융지주회사이다. BNK금융지주, DGB금융지주(현 iM금융지주)와 함께 지방 3대 금융지주사로 불리고 있다. 연결할 수 있는 카드사는 신한카드, 롯데카드, 삼성카드(전북은행 한정), 우리카드(광주은행 한정)만 되며 체크카드는 마스터만 가능하다.

## 연혁
- 1969.12 전북은행 설립
- 1972.03 한국증권거래소 상장
- 2013.07 JB금융지주 출범
- 2014.03 JB자산운용(구 더커자산운용) 자회사 편입
- 2014.10 광주은행 자회사 편입
- 2015.04 JB금융그룹 CI 변경
- 2016.08 캄보디아 프놈펜상업은행(PPCBank) 손자회사 편입
- 2016.09 JB캐피탈 미얀마 현지법인 손자회사 편입
- 2018.10 광주은행 완전자회사 편입
- 2020.09 JB증권 베트남(구 모건스탠리게이트웨이증권) 손자회사 편입
- 2022.06 JB인베스트먼트(구 메가인베스트먼트) 자회사 편입

## 역대 회장
- 제1대 김한 2013~2019
- 제2대 김기홍 2019~현재

## 같이 보기
- BNK금융지주
- DGB금융지주
- KB금융지주
- 농협금융지주
- 신한금융지주
- 하나금융지주